# Lucien Duquesne

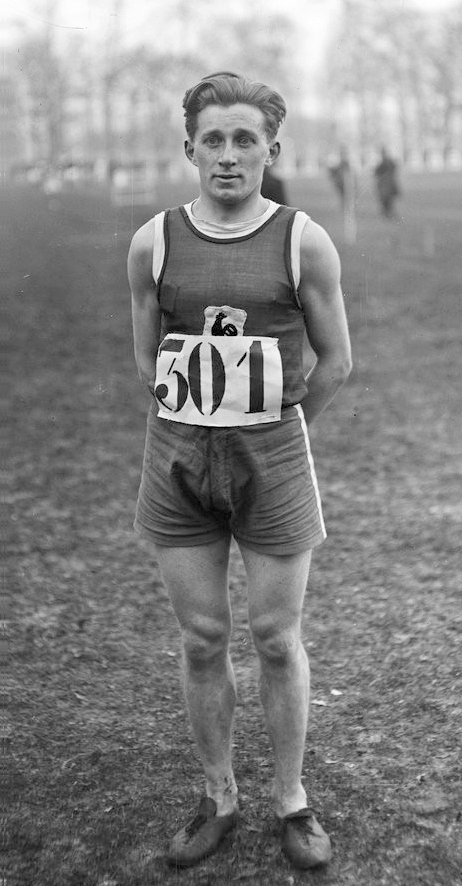
Lucien Duquesne, 1921

Eléonor Lucien Ernest Duquesne (* 17. Oktober 1900 in Maromme; † 7. Mai 1991 in Paris) war ein französischer Langstrecken- und Hindernisläufer.
Bei den Olympischen Spielen 1920 in Antwerpen belegte er mit der französischen Mannschaft den vierten Platz im Teambewerb über 3000 Meter. Über 5000 und 10.000 Meter schied er im Vorlauf aus.
1924 kam er bei den Olympischen Spielen in Paris erneut mit der französischen Mannschaft auf den vierten Platz im Teambewerb über 3000 Meter. Über 5000 Meter kam er erneut nicht über die erste Runde hinaus.
Bei den Olympischen Spielen 1928 in Amsterdam wurde er Sechster über 3000 Meter Hindernis und scheiterte über 5000 Meter im Vorlauf.
Je zweimal wurde er Französischer Meister über 3000 Meter (1923, 1924) sowie 5000 Meter (1923, 1928) und einmal über 3000 Meter Hindernis (1926).

## Persönliche Bestzeiten
- 3000 m: 8:48,0 min, 1923
- 5000 m: 15:07,6 min, 9. Juni 1923, Paris
- 10.000 m: 33:23,8 min
- 3000 m Hindernis: 9:40,5 min, 4. August 1928, Amsterdam